# Embalse de Susqueda
El embalse de Susqueda es una infraestructura hidráulica española construida sobre el río Ter, formada por una presa situada en el municipio de Osor. El embalse se extiende por los términos municipales de Susqueda, San Hilario Sacalm y una minúscula parte en el de Osor, en la comarca de La Selva, provincia de Gerona, Cataluña. Se trata de un pantano de tamaño medio, eutrófico y de aguas medianamente mineralizadas.
Tiene una capacidad de 238 hm³, un muro de contención de 360 m de longitud y 125 m de altitud y su cota máxima de inundación se halla a 357 m de altitud y la mínima a 252 m. 
Es el último en el tiempo y el más importante de los embalses del aprovechamiento del río Ter, formado por los embalses de Susqueda, Sau y el Pasteral, que unen la comarca de Osona con La Selva. La mayor parte del embalse está situado en el municipio de Susqueda. 
Su construcción se inició en 1963 por la empresa Hidroeléctrica de Cataluña, aprovechando el estrecho que forma el río entre las sierras de Montdois y San Benet, con la intención de producir energía eléctrica y abastecer de agua a las ciudades de Gerona y Barcelona. El pantano se inauguró en 1968 y sepulta bajo sus aguas el pueblo de Susqueda y las masías de los valles de Susqueda y Querós. El ingeniero que lo diseñó fue Arturo Rebollo el año 1958.
Todo el perímetro del embalse es de interés por la flora y la fauna. El espacio natural que ocupa forma parte de la sierra de las Guillerías. Aunque en el embalse se puede practicar la navegación a remo, a vela y a motor a menos de 3 nudos de velocidad, pueden darse situaciones de grave inseguridad personal por lo solitario de las zonas circundantes.
El 24 de agosto de 2017, los cadáveres de Paula Mas y Marc Hernández, una pareja de 21 y 23 años respectivamente, fueron encontrados en el interior del embalse. Se detuvo en un primer momento a Jordi Magentí Gamell, un vecino de 60 años ya condenado por haber asesinado a su mujer en 1997 en Anglés. Sin embargo, no se encontraron pruebas concluyentes para demostrar su culpabilidad.